# AMD K12
K12 мав стати першою спеціалізованою мікроархітектурою AMD, заснованою на наборі інструкцій ARMv8 (AArch64) із запланованим запуском на 2017 рік. Його попередник, серія Opteron A1100 також використав ядра ARM Cortex-A57. В 2022 році проєкт був скасований.
Мікроархітектура повинна була зосередитися на високій частоті та енергоефективності і націлена на сегменти ринку серверів, вбудовуваних систем та напівнестандартних пристроїв.